# VIVApedia
VIVApedia war eine Sendung des Musiksenders VIVA, die ab dem 26. September 2012 wöchentlich mittwochs um 20:15 Uhr ausgestrahlt wurde. Wiederholungen liefen jeweils sonntags um 12:00 Uhr sowie samstags gegen 18 Uhr. 

## Hintergrund
In der Sendung wurden wissenschaftliche Themen präsentiert, je nach einem bestimmten Überthema sortiert. Ziel war es, das Thema möglichst unkonventionell zu präsentieren. Inhaltlich war die Sendung eine Mischung aus Einspielern und Interviews mit Menschen, die mit dem jeweiligen Thema befasst waren. Die erste Folge handelte vom Thema Traumberufe und wurde am 26. September 2012 ausgestrahlt.
13 Episoden waren zu sehen, die durch die Strandgutmedia GmbH (u. a. bekannt durch VIVA Top 100 oder NeoParadise) produziert wurden.

## Moderation
VIVApedia wurde abwechselnd von den VIVA-VJs Jan Köppen, Palina Rojinski und Romina Becks moderiert.

### Episodenliste
| Nummer (gesamt) | Nummer (Staffel) | Episodentitel                      | Erstausstrahlung   |
| 01              | 01               | Traumberufe                        | 26. September 2012 |
| 02              | 02               | Körperkult                         | 3. Oktober 2012    |
| 03              | 03               | Krass!                             | 10. Oktober 2012   |
| 04              | 04               | Fetten Karren!                     | 17. Oktober 2012   |
| 05              | 05               | Ich packe meinen Koffer!           | 24. Oktober 2012   |
| 06              | 06               | Vs.                                | 31. Oktober 2012   |
| 07              | 07               | Geeks & Nerds                      | 7. November 2012   |
| 08              | 08               | Paarungsverhalten                  | 14. November 2012  |
| 09              | 09               | Du isst, was auf den Teller kommt? | 21. November 2012  |
| 10              | 10               | Konsummonster                      | 28. November 2012  |
| 11              | 11               | Extra Large                        | 5. Dezember 2012   |
| 12              | 12               | Krass! Reloaded                    | 12. Dezember 2012  |
| 13              | 13               | Superfans                          | 19. Dezember 2012  |